# Bernard Van De Kerckhove
Bernard van de Kerckhove (Mouscron, Hainaut, 8 de juliol de 1941 - 15 de setembre de 2015) fou un ciclista belga que fou professional entre 1962 i 1971. Els seus majors èxits esportius els aconseguí en guanyar dues etapes al Tour de França, una el 1964 i una altra l'any següent. En aquestes dues edicions va vestir el mallot groc de líder durant dues i tres etapes respectivament.

## Palmarès
- 1964
  - Vencedor d'una etapa al Tour de França
  - Vencedor d'una etapa al Critèrium del Dauphiné Libéré
  - Vencedor d'una etapa a la París-Niça
- 1965
  - 1r al Circuit de les Ardenes flamenques - Ichtegem
  - Vencedor d'una etapa al Tour de França
- 1966
  - 1r al Stadsprijs Geraardsbergen
  - Vencedor d'una etapa al Giro de Sardenya
  - Vencedor d'una etapa a la Volta a Luxemburg

### Resultats al Tour de França
- 1964. 57è de la classificació general.[3] Vencedor d'una etapa.Porta el mallot groc durant 2 dies[4][5]
- 1965. Abandona (9a etapa). Vencedor d'una etapa.[3] Porta el mallot groc durant 3 dies[6][7][8]
- 1967. Abandona (8a etapa)

### Resultats a la Volta a Espanya
- 1967. 57è de la classificació[3]
- 1968. Abandona